# وولتی وی -۱
وولتی وی -۱ (به انگلیسی: Vultee_V-1) یک هواگرد ملخ‌پیشین تک‌موتوره از نوع هواپیمای مسافربری ساخت شرکت Airplane Development Corporation است. هواگرد وولتی وی -۱ نخستین پروازش را در ۱۹ فوریه ۱۹۳۳ میلادی انجام داد. این هواگرد در سال ۱۹۳۴ میلادی رسماً معرفی گردید و در سال‌های ۱۹۳۳–۱۹۳۶ تولید شده‌است. در مجموع، تعداد 25 فروند از این هواگرد ساخته شده‌است.
طراح این هواگرد، Gerard Vultee بود.